# Phlebotomus davidi
Phlebotomus davidi är en tvåvingeart som beskrevs av Artemiev 1980. Phlebotomus davidi ingår i släktet Phlebotomus och familjen fjärilsmyggor. Inga underarter finns listade i Catalogue of Life.